# هالبرت وايت
هالبرت وايت (بالإنجليزية: Halbert White) هو أستاذ جامعي واقتصادي أمريكي، ولد في 19 نوفمبر 1950 في كانساس سيتي في الولايات المتحدة، وتوفي في 31 مارس 2012 في سان دييغو في الولايات المتحدة.